# Hamilton Morris
Hamilton Morris (* 14. April 1987 in New York) ist ein amerikanischer Journalist, Dokumentarfilmer und Wissenschaftsforscher. Er ist der Schöpfer und Regisseur der Fernsehserie Hamilton's Pharmacopeia, in der er die Chemie, Geschichte und den kulturellen Einfluss verschiedener psychoaktiver Drogen untersucht.

## Biografie
Hamilton Morris wurde 1987 als Sohn von Julia Sheehan und dem Dokumentarfilmer Errol Morris in New York geboren. Aufgewachsen ist er in Cambridge, Massachusetts. Als Teenager trat Morris 2002 in einem Werbespot im Fernsehen für den iPod der ersten Generation auf. Er besuchte die University of Chicago und The New School, wo er Anthropologie und Chemie studierte. Als Student begann er für das Vice-Magazin zu schreiben und schuf eine monatliche Print-Kolumne mit dem Titel „Hamilton's Pharmacopeia“, aus der sich eine Reihe von Artikeln und Dokumentationen für VBS.tv entwickelte, die sich mit der Wissenschaft psychoaktiver Drogen beschäftigen. Er ist Korrespondent und Produzent für Vice auf HBO und schreibt für das Harper’s Magazine. Morris berät häufig die Medien zum Thema psychoaktive Drogen und betreibt pharmakologische Forschung an der University of the Sciences in Philadelphia mit Schwerpunkt auf der Synthese und Geschichte dissoziativer Anästhetika.

## Projekte

### Video
- Das Sapo-Tagebuch: Phyllomedusa bicolor Hautsekrete in Amazonien

- Nzambi: Wade Davis' Theorie der TTX-vermittelten Zombifizierung in Haiti
- Hoch auf Krystle: Eine Erkundung des geheimen Labors, das einst von William Leonard Pickard betrieben wurde
- SiHKAL: Ein Interview mit Alexander Shulgin
- Das isländische Hautkrankheit-Pilz-Fiasko
- Hamilton Morris und der Stein der Weisen: Psilocybin-haltige Sklerotium-Labore in den Niederlanden
- Tanks für die Erinnerungen: Eine Erkundung der sensorischen Deprivationstanks mit Joe Rogan
- Der Ambien-Effekt
- Swasiland: Goldgrube des Marihuanas
- Efavirenz als klassisches Psychedelikum
- Chinesische Labors für synthetische Cannabinoide
- Unternehmen, die an der laufenden Legalisierung von Cannabis in den USA beteiligt sind